# Jodi Draigie
Jodi Draigie es una actriz estadounidense.

## Carrera
Jodi Draigie es recordada por su papel en la clásica película de horror The House on Sorority Row: fue su única película, ya que después se alejó del cine.

## Filmografía

### Películas
- The House on Sorority Row (1983) .... Morgan